# Olicéridine
 (mars 2025).
L'olicéridine est un médicament antalgique de type opioïde vendu sous le nom de marque Olinvyk.

## Usage médical
L'olicéridine est un médicament opioïde utilisé pour traiter la douleur aiguë modérée à sévère. En raison du risque d’effets secondaires, il ne doit être utilisé que lorsque d’autres options sont insuffisantes. Le médicament est administré par injection dans une veine.

## Effets secondaires
Les effets secondaires de ce médicament comprennent des nausées, des étourdissements, des maux de tête, de la constipation, des démangeaisons ou un manque d'oxygène.'Dautres effets secondaires peuvent inclure l'abus, l'allongement de l'intervalle QT, la dépression respiratoire, l'hypotension artérielle, le syndrome sérotoninergique ou la sédation. Il interagit avec les benzodiazépines et l'alcool. L'utilisation de ce médicament pendant la grossesse peut entraîner un syndrome de sevrage aux opioïdes chez le nouveau-né.

## Histoire
Le médicament a été approuvé pour un usage médical aux États-Unis en 2020. Aux États-Unis, le prix de 2 mg s'élève à environ 28 dollars américains en 2022. Aux États-Unis, il s’agit d’une substance contrôlée de l’annexe II.